# Aue-Bad Schlema
Aue-Bad Schlema är en stad (Große Kreisstadt) i Landkreis Erzgebirgskreis i förbundslandet Sachsen i Tyskland. Staden har cirka 20 000 invånare.
Staden bildades den 1 januari 2019 genom en sammanslagning av staden Aue och kommunen Bad Schlema.